# روغن جوانۀ گندم

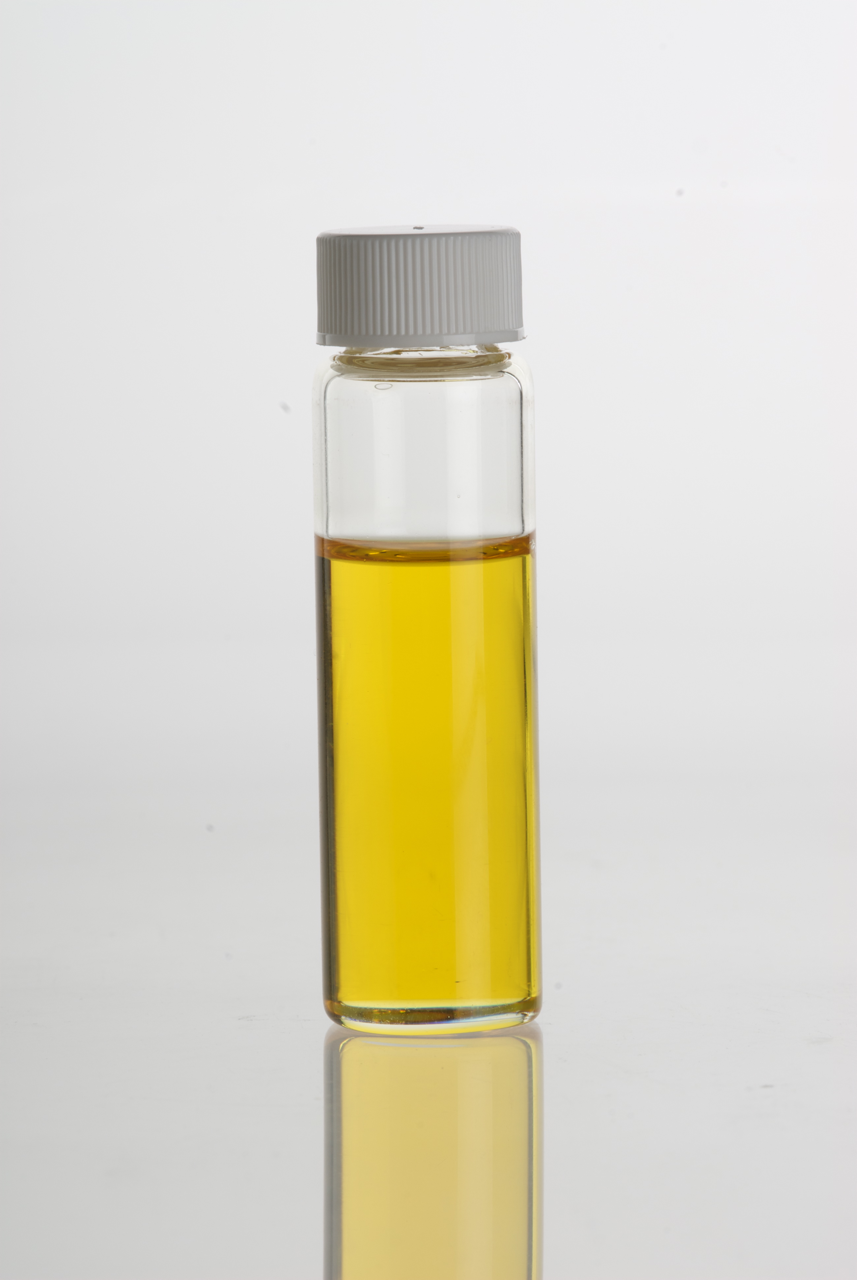
روغن جوانهٔ گندم در یک ظرف شیشه شفاف کوچک

روغن جوانهٔ گندم (انگلیسی: Wheat germ oil) از گیاهک (جوانه) دانهٔ گندم استخراج می‌شود که فقط ۲٫۵ درصد از وزن دانه را تشکیل می‌دهد. روغن جوانه گندم، به‌طور خاص از لحاظ ۱-اکتاکزانول دارای مقدار بالایی است، این ترکیب شیمیایی یک الکل نوع یک اشباع شده با زنجیره بلند ۲۸-کربنی می‌باشد که در تعدادی از موم‌های (waxes) رستنی مختلف یافت می‌شود. روغن جوانهٔ گندم سرشار از ویتامین ئی بوده و در بین مواد غذایی که با این ویتامین غنی سازی نگردیده یا فرآورده‌های خوراکی که دستخوش تغییراتی نشده‌اند، دارای بیشترین مقدار ویتامین ئی می‌باشد.این روغن از لحاظ استفاده در پخت‌وپز، دارای طعمی قوی و گران‌قیمت است که نسبت به روغن‌های دیگر به سرعت فاسد می‌گردد. روغن جوانهٔ گندم شامل اسیدهای چربی است که در جدول ذیل آمده‌است:
| ترکیبات                     | گرم/۱۰۰ گرم |
| --------------------------- | ----------- |
| اسید لینولئیک (امگا ۶)      | ۵۵          |
| پالمیتیک اسید               | ۱۶          |
| اسید اولئیک                 | ۱۴          |
| آلفا لینولنیک اسید (امگا ۳) | ۷           |